# 小川隆夫

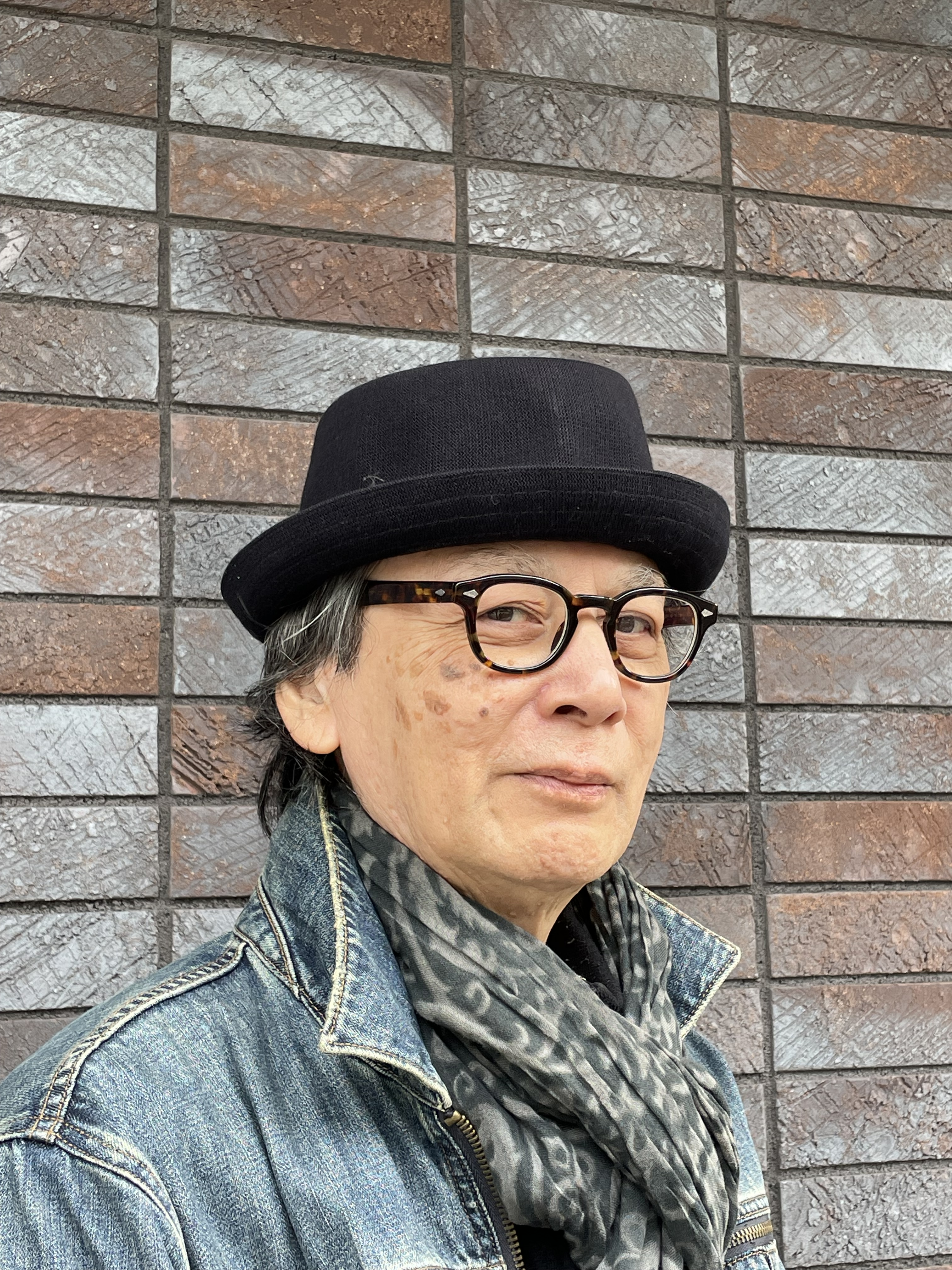
小川隆夫

小川 隆夫（おがわ たかお、1950年8月7日 - ）は、日本の文筆家、音楽ジャーナリスト、音楽プロデューサー、作曲家、ギタリスト、整形外科医。さまざまな音楽分野、特にジャズでの活動で知られ、ブルーノートのコンプリート · コレクターとしても著名。
幼い頃からクラシックギターを習い、中学でバンド結成。その後、ロックやジャズのバンドでギターを演奏しながら、医学部に進学した。
これまで3,000 枚以上のレコード、CDのライナーノートを書き、数多くのCDをプロデュースした。また 1,000 人以上のミュージシャンや関係者にインタビューし、その中にはマイルス・デイヴィス（1985年 - 1990年）、アート・ブレイキー（1982年 - 1991年）、ソニー・ロリンズ（1986年 - 2001年）、オスカー・ピーターソン（1987年）、デクスター・ゴードン（1982年 - 1984年）、ハービー・ハンコック（1985年 - 2019年）、 キース・ジャレット（2001年）、 チャーリー・ワッツ（1989年、1990年）、 秋吉敏子（1984年 - 2016年）、渡辺貞夫（1985年 - 2021年）、 日野皓正（1983年 - 2021年）、 アルフレッド・ライオン（1985年、1986年）、ボブ ·ワインストック（1999年）、 オリン・キープニュース（2000年）、クリード・テイラー（2009年）などが含まれる。
1985年にマイルス·デイヴィスの知遇を得、彼について7冊の本を発表している。
これまでジャズに関する多くの記事や書籍を執筆し、2016年にはマイルス・デイヴィスの音楽を継承したエレクトリック・フリー・ジャズ・ロック・バンド、セリム・スライヴ・エレメンツを結成。
1991年以降、フラットアウト・プロダクションズでケニー · ワーナー 、デニス・チェンバース、マーク・コープランド、、アダム・ホルツマン、、カーティス・フラーなどのアルバムをプロデュースした。
2023年時点では東京のセントラルクリニック整形外科部長を務める。

## 来歴
東京生まれ。小学3年からクラシックギターを習い、中学生の時アルバム『ゲッツ/ジルベルト』で聴いたジョアン・ジルベルトのギター・スタイルに感銘を受け、ボサノヴァに興味を持つ。その頃、中学の同級生たちとザ・ベンチャーズ・スタイルのバンドを結成。高校時代はフォークソングを演奏し、ラジオ番組やコンサートに出演。東京のディスコにはリズム＆ブルース・バンドを結成して出演。
1970年、東京医科大学に入学。ロックやリズム&ブルースのバンド活動と並行してジャズ・バンドでも演奏。1971年に「アン・ミュージック・スクール」でジャズ・ギターと音楽理論を学ぶ。同校の生徒とジャズ・バンドを結成し、都内周辺のジャズ喫茶やホテルのラウンジなどで演奏。その後、学業が忙しくなり、バンド活動を全て断念。 
1977年、医学部を卒業して、そのまま大学病院の医局に入る。1981−1983年、ニューヨーク大学院生としてニューヨークに在住し、ソーシャル・リハビリテーションを学ぶ。
ニューヨークでは、自宅アパートとなりの建物に住んでいたウィントン・マルサリスと兄のブランフォード 、アート・ブレイキーをはじめ、ヴィレッジ・ヴァンガードのオーナーであるマックス・ゴードンら多くの人々と知り合う。

## キャリア
1983年の帰国後、音楽ライター、翻訳家、ジャーナリスト、音楽イベント、特にジャズのプロデューサーとして活動を開始。　
1985年にブルーノート・レコードの創設者アルフレッド・ライオンと出会い、翌年のライオン来日時は主治医として同行した。その年はマイルス・デイヴィスにもインタビューし、これがその後の交流につながる。マイルスが1991年にこの世を去るまでに20回近くのインタビューとミーティングを重ね、これらの経験に基づき『マイルス・デイヴィスの真実』（2002年）とマイルス・デイヴィスが語ったすべてのこと～マイルス・スピークス』（2016年）を出版した。
1990年代は、グラス・ハウス（パイオニアLDC） 、サヴォイ（日本コロムビア）、Novus-J（BMGビクター) などのレーベルを立ち上げ、ニューヨークやシカゴなどでアルバムをプロデュースした。
2010年以降、第二次世界大戦後の日本のジャズの状況とジャズの発展について、日本のミュージシャンや関係者のインタビューを積極的に行い、それらは『証言で綴る日本のジャズ』（2015年）、『証言で綴る日本のジャズ 2』（2016年）、『伝説のライヴ・イン・ジャパン 記憶と記録でひもとくジャズ史』（2019年）、『来日ジャズメン全レコーディング 1931-1979 レコードでたどる日本ジャズ発展史』（2023年）などで発表する。
2016年には日本を代表するクラブジャズ系ミュージシャンらとマイルス・デイヴィスをオマージュするバンド「セリム・スライヴ・エレメンツ」 を結成。以後、 横浜「モーション・ブルー・ヨコハマ」、 代官山「晴れたら空に豆まいて」、渋谷「JZ Brat」、渋谷「WWWX」、新宿「ピットイン」、などに出演。
2017年にデビューアルバム『Resurrection』（T5Jazz Records）発表。2019年4月10日、渋谷「JZ Brat」でライヴレコーディングを行い、2作目の『Voice』として、同年８月７日にUltra-Vybeからリリースした。
NHKで放送されるマイルス・デイヴィスのラジオ番組「JAZZ MILES」など、NHK-FM や他のラジオ局で定期的にラジオ番組に出演している。

## 受賞歴
2015年、「ミュージック・ペンクラブ音楽賞」『証言で綴る日本のジャズ』
2024年、 「ミュージック・ペンクラブ音楽賞」ノミネーション:『決定版ブルーノート1500シリーズ完全解説』

## 著作一覧
- 『激白!JAZZ TALKIN'』（スイングジャーナル) 1992年 ISBN 4-880-67020-0
- 『ジャズ・サックス決定盤』（音楽之友社）1994年 ISBN 4-276-35121-9
- 『知ってるようで知らない～ジャズおもしろ雑学事典』（ヤマハミュージックメディア）2001年 ISBN 4-636-20750-5
- 『JAZZウルトラ・ガイド』（平凡社新書）2001年 ISBN 4-582-85105-3
- 『ニューヨークJazz―パーフェクト・ジャズ・ガイド200』（東京キララ社/三一書房）2002年 ISBN 4-380-02200-5
- 『マイルス・デイヴィスの真実』（平凡社）2002年 ISBN 4-582-83127-3
- 『マイルス・デイヴィス―コンプリート・ディスク・ガイド』（東京キララ社）2002年 ISBN 4-380-02210-2
- 『新音楽解体入門 読んでから聴く厳選ジャズ名盤』（全音楽譜出版社）2003年 ISBN 4-11-880161-2
- 『ブルーノート・ジャズ』（平凡社新書）2003年 ISBN 4-582-85198-3
- 『ブルーノートの真実』（東京キララ社）2004年 ISBN 4-380-04206-5
- 『ベスト・オブ・ジャズ・ピアノ』（平凡社新書）2005年 ISBN 4-582-85257-2
- 『ジャズのたしなみ方』（全音楽譜出版社）2005年 ISBN 4-11-880171-X
- 『はじめてのブルーノート』（音楽之友社 On Books 21) 2005年 ISBN 4-276-35209-6
- 『マンハッタン・ジャズ・カタログ』（全音楽譜出版社）2005年 ISBN 4-11-880174-4
- 『ブルーノート・コレクターズガイド』（東京キララ社）2006年 ISBN 4-380-06200-7
- 『JAZZ TALK JAZZ』（河出書房新社）2006年 ISBN 4-309-26894-3
- 『ジャズマンが愛する不朽のJAZZ名盤100』 (河出書房新社）2006年 ISBN 4-309-26912-5
- 『となりのウィントン』（NHK出版）2006年 ISBN 4-14-081152-8
- 『スタンダード・ジャズのすべて大辞典850』（全音楽譜出版社）2006年 ISBN 4-11-774030-X
- 『愛しのジャズメン』（東京キララ社）2007年 ISBN 978-4-380-07208-6
- 『ジャズ・マンはこう聴いた! 珠玉のJAZZ名盤100』（河出書房新社）2007年 ISBN 978-4-309-26952-8
- 『愛しのジャズメン2』（東京キララ社）2007年 ISBN 978-4-380-07219-2
- 『ジャズマンがコッソリ愛する ジャズ隠れ名盤100』（河出書房新社）2007年 ISBN 978-4-309-26989-4
- 『知ってるようで知らないジャズ名盤おもしろ雑学事典』（ヤマハミュージックメディア）2008年 ISBN 978-4-636-82577-0
- 『ジャズ楽屋噺～愛しきジャズマンたち』（東京キララ社）2008年 ISBN 978-4-309-90775-8
- 『ジャズマンが語るジャズ・スタンダード120』（全音楽譜出版社）2008年 ISBN 978-4-11-774032-5
- 『決定! JAZZ黄金コンビはこれだ!!』（河出書房新社）2008年 ISBN 978-4-309-27018-0
- 『ザ・ブルーノート、ジャケ裏の真実 1500番台編』（講談社）2008年 ISBN 978-406-214784-2
- 『証言で綴るジャズの24の真実』（P-Ryhtm）2008年 ISBN 978-4904231-03-6
- 『モダン・ジャズの世紀―プレイバック! 10大ニュースで綴る』（春日出版）2009年 ISBN 978-486321-136-0
- 『感涙のJAZZライヴ名盤113』（河出書房新社）2009年 ISBN 978-4-309-27078-4
- 『ブルーノート大事典 1500番台編』（東京キララ社／河出書房新社）2009年 ISBN 978-4-309-90834-2
- 『必聴!JAZZ 101』（河出書房新社）2009年 ISBN 978-4-309-27102-6
- 【オーディオブックCD】『愛しのジャズメン』（パンローリング／東京キララ社）2009年 ISBN 978-4-7759-2838-7
- 【オーディオブックCD】『愛のジャズメン2』（パンローリング／東京キララ社）2009年 ISBN 978-4-7759-2844-8
- 【オーディオブックCD】『ジャズ楽屋噺』（パンローリング／東京キララ社）2009年 ISBN 978-4-7759-2756-4
- 『ブルーノート読本―アルフレッド・ライオン語録』（春日書房）2009年 ISBN 978-4-86321-179-7
- 『改訂版 ブルーノート・コレクターズ・ガイド』（東京キララ社／河出書房新社）2009年 ISBN 978-4-309-90839-7
- 『ザ・ブルーノート、ジャケ裏の真実 4000番台編』（春日出版）2009年 ISBN 978-4-86321-180-3
- 『ピアノ・トリオ決定盤ベスト100』（東京キララ社）2011年 ISBN 978-4-309-90906-6
- 『ジャケ裏の真実　ジャズ・ジャイアンツ編（JAZZ歴史的名盤）』（駒草出版）2015年 ISBN 978-4-905447-50-4
- 『証言で綴る日本のジャズ』（駒草出版）2015年 ISBN 978-4-905447-71-9
- 『ジャズメン、ジャズを聴く』（シンコーミュージック・エンタテインメント）2016年 ISBN 978-4-401-64266-3
- 『証言で綴る日本のジャズ2』（駒草出版）2016年 ISBN 978-4-905447-53-5
- 『マイルス・デイヴィスの真実』（講談社+α文庫）2016年 ISBN 978-4-06-281691-5
- 『マイルス・デイヴィスが語ったすべてのこと～マイルス・スピークス』（河出書房新社）2016年 ISBN 978-4-309-27770-7
- 『ジャズメン死亡診断書』（シンコーミュージック・エンタテインメント）2017年 ISBN 978-4-401-64341-7
- 『スリー・ブラインド・マイス・コンプリート・ディスク・ガイド～伝説のジャズ・レーベル～』（駒草出版）2017年 ISBN 978-4-905447-79-5
- 『おもしろジャズ事典』（ヤマハミュージックメディア）2017年 ISBN 978-4-636-94621-5
- 『ジャズ・ジャイアンツ・インタビューズ』（小学館）2018年 ISBN 978-4-09-388616-1
- 『ジャズ超名盤研究』（シンコーミュージック・エンタテインメント）2018年 ISBN 978-4-401-64605-0
- 『ビバップ読本 証言で綴るジャズ史』（シンコーミュージック・エンタテインメント）2018年 ISBN 978-4-401-64652-4
- 『ジャズ超名盤研究2』（シンコーミュージック・エンタテインメント）2019年 ISBN 978-4-401-64732-3
- 『改訂版ブルーノートの真実』（東京キララ社）2019年 ISBN 978-4-903883-46-5
- 『伝説のライヴ・イン・ジャパン』（シンコーミュージック・エンタテインメント）2019年 ISBN 978-4-401-64779-8
- 『レーベルで聴くジャズ名盤1374』（シンコーミュージック・エンタテインメント）2020年 ISBN 978-4-401-64957-0
- 『ジャズ超名盤研究 3』（シンコーミュージック・エンタテインメント）2021年 ISBN 978-4-401-65012-5
- 『Blue Note Collector's Guide』（Jjokkpress）2021年、言語：韓国語 ISBN 979-11-89519-16-2
- 『マイルス・デイヴィス大事典』（シンコーミュージック・エンタテインメント）2023年 ISBN 978-4-401-65118-4
- 『来日ジャズメン全レコーディング 1931-1979 レコードでたどる日本ジャズ発展史』（シンコーミュージック・エンタテインメント）2023年 ISBN 978-4-401-65335-5
- ジャズ · クラブ黄金時代 - NYジャズ日記 1981-1983（シンコーミュージック・エンタテインメント）2023年 ISBN 978-4-401-65424-6

主な共著
- 『ブルーノートJAZZストーリー』油井正一、マイケル・カスクーナ 他（新潮文庫）1987年 ISBN 4-10-144202-9
- 『ブルーノート再入門』行方均、油井正一 他（径書房）1994年 ISBN 4-7705-0133-1
- 『200DISCS ブルーノートの名盤』行方均、村井康司 他（立風書房）1996年 ISBN 4-651-82031-X
- 『[新版]ジャズを放つ』細川周平、後藤雅洋 他（洋泉社）1997年 ISBN 4-89691-250-0
- 『ブルーノート再入門 モダン・ジャズの軌跡』行方均、油井正一  他（朝日文庫）2000年 ISBN 4-02-261282-7
- 『ボブ・ディランとともに時代を駆けた20世紀のロック名盤300』宇田和弘, 中山康樹 他 (旬報社）2000年 ISBN 4-8451-0633-7

- 『徹底攻略!超難問集 マイルス・デイヴィス編―史上最強の超雑学』中山康樹 （ヤマハミュージックメディア）2003年 ISBN 4-636-20661-4
- 『ビートルズ　アメリカ盤のすべて』中山康樹（集英社インターナショナル）2004年 ISBN 4-7976-7132-7
- 『TALKIN' ジャズX文学』平野啓一郎（平凡社）2005年 ISBN 4-582-83290-3
- 『われら六〇年代文化』品田雄吉、椎名誠 他 (ネット武蔵野）2006年 ISBN 4-944237-92-8
- 『マイルス・デイヴィスとは誰か──「ジャズの帝王」を巡る21人』平野啓一郎（平凡社新書）2007年 ISBN 978-4-582-85392-6

## セレクト・ディスコグラフィー（プロデューサー）
- ピーター・アースキン：スウィート・ソウル、CD 1991、Novus-J/BMG Victor Inc.[60]
- ボブ・ミンツァー：アイ・リメンバー・ジャコ、CD 1991、Novus-J/BMG Victor Inc.[61]
- ボブ・ミンツァー：Two T's、CD 1994、Novus-J/BMG Victor Inc.[62]
- ヴィンス・メンドーサ：スタート・ヒア、CD 1990、Funhouse Productions Ltd.[63]
- ヴィンス・メンドーサ：インストラクション・インサイド、CD 1991、Funhouse Productions Ltd.[64]
- ミッチェル・フォーマン：ホワット・エルス?、CD 1992、Novus-J/BMG Victor Inc.[65]
- ミッチェル・フォーマン：ナウ＆ゼン、CD 1993、Novus-J/BMG Victor Inc.[66]
- 布川敏樹 VALIS: ヴァリス、CD 1991、Crown Music Productions LLC.[67]
- カーティス・フラー：ブルースエット パート II、CD 1993、Savoy/Columbia Music Entertainment[68]
- ハービー · シュワルツ：アライヴァル、CD 1992、Novus-J/BMG Victor Inc.[69]
- アダム・ホルツマン：イン・ア・ラウド・ウェイ、CD 1992、Manhattan Records[70]
- ジミ・タンネル: トライラテラル・コミッション、CD 1992、Glass House/Pioneer LDC, Inc.[71]
- ラルフ・ムーア: フー・イット・イズ・ユー・アー?、CD 1993、Savoy/Columbia Music Entertainment[72]
- ケニー・ワーナー：ペインティング、CD 1994、Glass House/Pioneer LDC, Inc.[73]
- ESP (ロバート・アーヴィング三世、ボビー・ブルーム、ダリル・ジョーンズ、トビー・ウィリアムズ): P、CD 1992、Glass House/Pioneer LDC, Inc.[74]
- マーク・コープランド: ストンピン・ウィズ・サヴォイ、CD 1995、Savoy/Columbia Music Entertainment[75]
- Now's the Time Workshop: CD 1990、1996、Funhouse Productions Ltd.[76]
- Now's the Time Workshop 2: CD 1991、Funhouse Productions Ltd.
- デニス・チェンバース：ゲッティング・イーヴン、CD 1998、Glass House/Pioneer LDC, Inc.[77]
- Selim Slive Elementz: Resurrection、CD&LP 2017、T5 Jazz Records (Vivid Sound Corporation)[78]
- Selim Slive Elementz: Voice、CD&LP 2020、Ultra-Vybe Inc.[79]